# James Ford Rhodes
James Ford Rhodes (Cleveland, 1º maggio 1848 – 22 gennaio 1927) è stato uno storico e scrittore statunitense.

## Biografia
Nato a Cleveland, nello stato statunitense dell Ohio, dal 1865 studiò alla New York Universitye all'università di Chicago senza mai ultimarle. Il suo lavoro più celebre fu la History of the United States from the Compromise of 1850 scritta in sette volumi dal 1893–1906; l'ottavo venne terminato nel 1920 e nel 1918 venne premiato con il premio Pulitzer per la storia e il Loubat Prize dell'accademia delle scienze di Berlino.

## Opere
- History of the United States from the Compromise of 1850 to the McKinley-Bryan Campaign of 1896 - Vol. 1-8
- The McKinley and Roosevelt Administrations, 1897-1909 (1922)
- Historical Essays (1909)
- Lectures on the American Civil War (1913)